# Референдумы в Швейцарии (1981)
Референдумы в Швейцарии проходили 5 апреля, 14 июня и 29 ноября 1981 года. В апреле прошёл референдум по народной инициативе «за новую политику в отношении иностранцев». Она была отвергнута 84% избирателей. В июне проходили референдумы по народным инициативам «за равенство полов» и «за защиту прав потребителей». Обе были одобрены. В ноябре прошёл референдум по продлению федеральных финансовых правил, который был одобрен.

## Результаты

### Апрель: Новая политика в отношении иностранцев
| Выбор                                | Общее голосование | Общее голосование | Кантоны | Кантоны | Кантоны |
| Выбор                                | Голосов           | %                 | Полных  | Полу-   | Всего   |
| ------------------------------------ | ----------------- | ----------------- | ------- | ------- | ------- |
| За                                   | 252 531           | 16,2              | 0       | 0       | 0       |
| Против                               | 1 304 153         | 83,8              | 20      | 6       | 23      |
| Пустых бюллетеней                    | 15 524            | –                 | –       | –       | –       |
| Недействительных бюллетеней          | 2 292             | –                 | –       | –       | –       |
| Всего                                | 1 574 500         | 100               | 20      | 6       | 23      |
| Зарегистрированных избирателей/ Явка | 3 947 890         | 39,9              | –       | –       | –       |
| Источник: Nohlen & Stöver            |                   |                   |         |         |         |

### Июнь: Равенство полов
| Выбор                                | Общее голосование | Общее голосование | Кантоны | Кантоны | Кантоны |
| Выбор                                | Голосов           | %                 | Полных  | Полу-   | Всего   |
| ------------------------------------ | ----------------- | ----------------- | ------- | ------- | ------- |
| За                                   | 797 702           | 60,3              | 14      | 3       | 15.5    |
| Против                               | 525 885           | 39,7              | 6       | 3       | 7.5     |
| Пустых бюллетеней                    | 17 312            | –                 | –       | –       | –       |
| Недействительных бюллетеней          | 2 702             | –                 | –       | –       | –       |
| Всего                                | 1 343 601         | 100               | 20      | 6       | 23      |
| Зарегистрированных избирателей/ Явка | 3 958 455         | 33,9              | –       | –       | –       |
| Источник: Nohlen & Stöver            |                   |                   |         |         |         |

### Июнь: Защита прав потребителей
| Выбор                                | Общее голосование | Общее голосование | Кантоны | Кантоны | Кантоны |
| Выбор                                | Голосов           | %                 | Полных  | Полу-   | Всего   |
| ------------------------------------ | ----------------- | ----------------- | ------- | ------- | ------- |
| За                                   | 858 012           | 65,5              | 18      | 4       | 20      |
| Против                               | 450 994           | 34,5              | 2       | 2       | 3       |
| Пустых бюллетеней                    | 29 949            | –                 | –       | –       | –       |
| Недействительных бюллетеней          | 2 605             | –                 | –       | –       | –       |
| Всего                                | 1 341 560         | 100               | 20      | 6       | 23      |
| Зарегистрированных избирателей/ Явка | 3 958 455         | 33,9              | –       | –       | –       |
| Источник: Nohlen & Stöver            |                   |                   |         |         |         |

### Ноябрь: Финансовый порядок
| Выбор                                | Общее голосование | Общее голосование | Кантоны | Кантоны | Кантоны |
| Выбор                                | Голосов           | %                 | Полных  | Полу-   | Всего   |
| ------------------------------------ | ----------------- | ----------------- | ------- | ------- | ------- |
| За                                   | 818 327           | 69,0              | 20      | 6       | 23      |
| Против                               | 368 508           | 31,0              | 0       | 0       | 0       |
| Пустых бюллетеней                    | 18 598            | –                 | –       | –       | –       |
| Недействительных бюллетеней          | 1 616             | –                 | –       | –       | –       |
| Всего                                | 1 207 049         | 100               | 20      | 6       | 23      |
| Зарегистрированных избирателей/ Явка | 3 976 769         | 30,4              | –       | –       | –       |
| Источник: Nohlen & Stöver            |                   |                   |         |         |         |